# Földi István (főispán)
Földi István (Kisújszállás, 1901. július 30. – Zsámbék, 1984. április 30.) földműves, kommunista politikus, Jász-Nagykun-Szolnok vármegye főispánja.

## Élete
Földi István hatgyermekes családba született id. Földi István és Nánási Eszter gyermekeként. Apja mezőgazdasági cseléd volt, és Földi 9 éves korától maga is így kereste a kenyerét, amikor is egy 50 holdas paraszt jószágait gondozta. 1919-ig élt a tanyán, amikor édesapja példáját követve belépett a Vörös Hadseregbe. Mire kiképezték, a Tanácsköztársaság csakhamar megbukott. Először a fővárosban bujkált, de végül hazatért Kisújszállásra.
1922-től két éven keresztül ismét katonaként szolgált, majd kubikos volt, és időnként aratómunkásként is keresett némi pénzt. 1928-ban a Szociáldemokrata Párt városi szervezetének egyik alapító tagja lett, majd annak pénztárosa, később pedig elnöke is volt. 1937-ben a rendőri zaklatások ellehetetlenítették a pártja működését, így 1941-ben sztrájkot szerveztek, emiatt Földit előbb rendőri felügyelet alá helyezték, majd 1944 tavaszán néhány társával együtt Nagykanizsára internálták. Szeptemberben hazaszökött, egy ismerősénél bujkált, és Kisújszállás határában várta be a szovjet csapatok érkezését október 8-án. Ekkor Földi alapító tagja lett az ideiglenes városi tanácsnak. Megalakult a helyi MKP.szervezet is, melynek első párttitkára a későbbi főispán, dr. Kovács Kálmán lett, akit elköltözése után Földi követett. Földit azonnal pártiskolára rendelték Debrecenbe, majd megyéje egyik földosztási kormánybiztosa lett. A földosztáskor Földi maga is kapott 9 holdnyi földet, és ezzel életében először gazdálkodhatott a saját területén. Társaival sikeresen szervezték újjá a megye életét, és a választásokon is kimagasló eredményt értek el a Szolnok megyei kommunisták. Talán éppen ezért szemelte ki az országos vezetés Földit a megbukott és lemondott Kovács helyére főispánnak.
1946. november 24-én be is iktatták új hivatalába. Bár kijelentette, hogy nem rendelkezik megfelelő képesítéssel a feladat ellátásához, mégis elvállalta a pozíciót. Beiktatási beszédében világossá tette, hogy tisztában van azzal, hogy nem lesz egyszerű dolga. Ezt mondta „Tudom, hogy egy kifosztott ország szegény megyéjének élére állítottak és a parasztság, a dolgozók teméntelen gondján kell segíteni.” A Budapest ellátására központilag elrendelt hatalmas mennyiségű élelmiszer beszolgáltatása ellen minden eszközzel küzdött, és elődjéhez hasonlóan két tűz közé került, de némi eredményt így is sikerült elérnie. Földi egész mandátuma alatt azon fáradozott, hogy úgy tudjon eleget tenni a budapesti követeléseknek, hogy közben vármegyéje ellátása se okozzon gondot, nem akart újabb helyi tüntetéseket. Ez nem volt egyszerű, hiszen az ellátatlanok aránya 32-39% volt a megyében. Ugyan mindig első volt számára az, hogy a központi utasításokat teljesítse, mindig igyekezett az emberiesség és méltányosság szempontjait is figyelembe venni. Számtalan kérelmet írt a minisztériumokba, hogy a megye terheit enyhíteni tudja. Fontosnak tartotta azt is, hogy saját életvitelében megmaradjon a puritánság. Amikor feleségével, „Bözsi nénével” a vármegyeházára költöztek Szolnokra, akkor magukkal vitték a tehenüket, neje pedig minden hajnalban maga hajtotta azt ki legelni. Földi azonban jó pártkatona volt, több ízben is segített pártjának eltussolni különböző csalásokat és visszaéléseket.
Földi István legnagyobb eredményei a kisújszállási gépállomás és az 1948 közepén átadott kisvasút voltak. Azonban ekkorra Földi népszerűsége már mélyponton volt. Egy igen szövevényes ügy miatt zuhant megítélése, és ekkora már szinte minden pozícióban kommunista pártemberek ültek, így Földi parasztpolitikája már nem volt kívánatos. Így végül 1948. december 23-án a felső pártvezetéssel folytatott személyes megbeszélései után benyújtotta lemondását, saját bevallása szerint feleslegesnek érezte magát. Tisztétől 1949. január 7-ei határidővel vált meg. Utódja az ugyancsak paraszti származású Juhász Imréné Gonda Zsuzsanna lett.
1949-ben a fokozódó politikai terror miatt kénytelen volt a fejlettebbnek ítélt szocialista gazdálkodás mellett állást foglalni. Így kerülhetett a Bábolnai Állami Gazdaság vezetői székébe, de változatlan meggyőződése miatt onnan is távozott két évvel később. Végül Zsámbékra költözött, ahol élete hátralévő részét töltötte.